# روبن ماثيوز
روبن ماثيوز (30 يناير 1944 في المملكة المتحدة - ) (بالإنجليزية: Robin Matthews)‏ هو لاعب كريكت بريطاني. لعب مع نادي مقاطعة ليسترشاير للكريكت ‏ وOxfordshire County Cricket Club ‏.

## وصلات خارجية
- روبن ماثيوز على موقع إي آس بي آن كريك إنفو (الإنجليزية)